# علي أباد ملك (أرسنجان)
علي أباد ملك (بالفارسية: علی‌آباد ملک) هي منطقة سكنية تقع في إيران في قسم علي أباد ملك الريفي. يقدر عدد سكانها بـ 1,592 نسمة .